# Hay (인스턴트 메신저)
Hay(헤이)는 네오위즈인터넷에서 개발한 무료 음성 인스턴트 메신저 서비스이다. 텍스트 기반의 메신저보다 생생하고, 영상 기반 메신저보다 신속하게 의사를 전달할 수 있는 ‘음성 커뮤니케이션’이 특징이다.

## 기능

### 음성 녹음하기
- 녹음해서 연락처, 페이스북, 카카오톡 친구에게 전달하는 기능을 제공

### 음성 꾸미기
- 음성 변조, 배경 음향으로 메시지를 꾸밀 수 있음

### 이미지 전송
- 이미지를 첨부하여 보낼 수 있음

### 메시지 폭파
- 보낼 때 폭파 설정을 할 경우 상대방이 한번만 청취 후 자동 삭제됨

### 스티커 답장
- 간편하게 음성 스티커로 회신이 가능

## 영상
- ‘Hay’ Trailer #1